# フェルナン・リゴー
| ルース   | 1933年9月17日 |
| レオンス | 1936年2月21日 |
| ミネウラ | 1937年9月1日  |
| デヤン   | 1941年9月15日 |
| グレトリ | 1933年9月17日 |
| ワード   | 1933年9月17日 |
| キュリー | 1939年11月6日 |
| リゴー   | 1933年3月26日 |

フェルナン・リゴー（Fernand Rigaux, 1905年 - 1962年12月21日）は、ベルギー人の天文学者である。イクルのベルギー王立天文台で観測を行った。1951年には、同僚のシルヴァン・アランと周期彗星アラン・リゴー彗星を共同発見した。また、いくつかの小惑星を発見している。
小惑星(19911) リゴーは彼の名前にちなんでおり、1933年の発見後一時期行方不明になるも20世紀末に再発見されたことで番号登録を受け命名に至った。